# يربوع بلانفورد
يربوع بلانفورد (الاسم العلمي: Jaculus blanfordi) نوع من القوارض من فصيلة اليربوعيات، متوطن في إيران، باكستان، تركمانستان وأوزبكستان.